# リバティーベルIII
リバティーベルIIIは、ユニバーサル販売系列が2-2号機として発売したパチスロ機。0号機として発売された同社のパチスロ機リバティーベルに由来する。通称、リバベル。兄弟機のリバティーベルIV、センチュリー21についてもこの記事で扱う。

## 概要
2号機における「リバティーベル」シリーズは、3種類のバリエーションが発売された。
- センチュリー21（瑞穂製作所）
- リバティーベルIII（メーシー販売）
- リバティーベルIV（ユニバーサル販売）

以上の3機種であるが、当時エーアイから発売された「ロックンロール」もほぼ同じ内容（同じセット打法で攻略できた）であった。この特殊なボーナス抽選システムやリール制御は、「メーカーの仕込みネタである」と噂されていたが、後発の「コンチネンタルシリーズ」疑惑で限りなく黒に近いものとされた。この無理な抽選システムが機種の寿命を縮め、コンチネンタルでも同じ失敗をすることになる。
現在のアルゼの機種の基本形ともいえる、大きな洗練されたデザインの「7」の絵柄、テンパイ音等の特徴的なアイデアが存在した。また、ボーナス絵柄が「7・7・7」でビッグボーナス、「7・7・ピエロ」でレギュラーボーナスと、右リールを停止するまでどちらか分からないというアイデアもこのシリーズから。これらの「大きな絵柄」、「テンパイ音」、「BR共通のテンパイ形」は後のコンチネンタルにおいて「BAR・BAR・7」でビッグボーナスという発想など、ゲーム性を引き継いでいる。

## リーチ目
リーチ目は左リールが「7」で停止し、15枚小役の絵柄を中リールにて否定する形の「7」テンパイというもので、中段テンパイ、右上がりテンパイは2確リーチ目である。